# Azad Abbasow
Azad (Azat) Zinnatowicz Abbasow, ros. Азад (Азат) Зиннатович Аббасов (ur. 1925, zm. 2006) – tatarski śpiewak (tenor liryczny), Ludowy Artysta ZSRR (1977).
Był absolwentem Konserwatorium Moskiewskiego (1950). W latach 1950–1990 występował jako solista Kazańskiego Teatru Opery i Baletu .